# 泰坦大天牛

Titanus giganteus

泰坦大天牛（學名：Titanus giganteus，英文名：Titan beetle），或称泰坦甲虫，是泰坦天牛屬仅有天牛种群，栖息在新热带。体型庞大，仅次于长戟大兜虫，也是世界上最大的甲蟲之一。
其种加词“Giganteus”意为“巨大的”。

## 栖息地
它們分佈在委內瑞拉、哥倫比亞、厄瓜多爾、秘魯、圭亞那及巴西中北部的雨林內，也就是亞馬遜叢林。

## 形态
已经发现的最大泰坦大天牛長17.6公分(厘米)，有人的手掌大小，長牙大天牛的長度大約有17公分(厘米)，有的雄性长戟大兜虫的长度最長約18.1公分(厘米)，因為它有很长的尖角。不過兩者的體型都比泰坦天牛小。泰坦大天牛尖銳的颚可以轻松截断鉛筆，也可以刺破人的皮肤。成蟲不會覓食，只會找對象交配。它們會被黑暗中的亮光所吸引，故捕獵者只要用水銀燈就很易捕捉它們。成蟲會發出嘶嘶聲及使用尖刺和顎來保護自己。
泰坦大天牛的幼蟲尚未被發現，但相信生活在木中，要幾年時間才能成長至結蛹階段。一些估計是由泰坦大天牛幼蟲造成的孔洞，闊達5厘米及長30厘米。国家地理杂志曾登过一副幼虫的照片，不过后来证实可能是属于另一種甲虫長牙大天牛（Macrodontia cervicornis）的幼蟲。

## 外部連結
- 泰坦大天牛的圖片 （页面存档备份，存于）
- 泰坦大天牛的映片 （页面存档备份，存于）
- Oxford University （页面存档备份，存于）
- BBC news （页面存档备份，存于）
- BBC article （页面存档备份，存于）